# Haga församling
Göteborgs Haga församling är en församling i Göteborgs södra kontrakt i Göteborgs stift. Församlingen ligger i Göteborgs kommun i Västra Götalands län och ingår i Domkyrkopastoratet..
Församlingen ligger centralt i Göteborg och omfattar stadsdelen Haga samt en mindre del av Annedal. 

## Administrativ historik
Församlingen bildades 1 maj 1883 genom utbrytning ur Domkyrkoförsamlingen. År 1908 utbröts Annedals församling. Den har sedan bildandet utgjorde till 2018 ett eget pastorat, varefter den ingår i Domkyrkopastoratet.
Redan vid den första territorialindelningen 1883 bildades Haga församling och enligt kungligt brev den 5 maj 1882 omfattades området mellan Vallgraven, Domkyrkoförsamlingens gräns, Örgryte församling, Slottsskogsparkens östra gräns, Husargatan till Bergsgatan, via denna och Östra Skansgatan över Nya Allén och Pusterviksplatsen till Vallgraven. 
Genom olika kartor kan man se att till Haga församling hänfördes även de genom kungligt brev den 3 november 1870 från Örgryte församling med staden från 1872 års ingång införlivade delarna av frälsehemmanet Krokslätt Norgården liksom de från samma församling vid 1904 års ingång införlivade delarna av Stora och Lilla Änggården enligt kungligt brevet den 21 augusti 1903 där de senare områdena per definition skulle tillhöra Haga församling, som alltså tidigt omfattade en stor del av Annedals församling. Vid 1908 års församlingsindelning överflyttades Pusterviksplatsen och den inom församlingen belägna delen av Nya Allén till Domkyrkoförsamlingen. Samtidigt överflyttades till Haga församling ett område från den ursprungliga Masthuggs församlingen, begränsat av Skanstorgets södra del, en linje närmast söder om Skansen Kronan, Risåsgatan till Linnégatan - mitt för Prinsgatan - och fram till Järntorget och Södra Allégatan till församlingens tidigare gräns vid Östra Skansgatan. 
Till grund för 1908 års församlingsindelning ligger ett kungligt brev av den 27 april 1906, där Haga församling avgränsas av Haga Kyrkogata, gränsen mellan Hagorna samt Annedal och Majornas sjunde rote, Linnégatan, Järntorget och Södra Allégatan och utgörs av dåvarande Västra, Östra och Nya Haga. Enligt 1948 års stadsdelsindelning omfattar församlingen stadsdelen Haga samt del av stadsdelen Annedal - 2 kvarteret samt den norra delen av 1 kvarteret.
Bland annat Nilssonsberg återfördes från Annedals församling 1951. Församlingen var privilegierad fram till 1958 års prästvalslag, med rätt att kalla obegränsat antal provpredikanter vid prästtillsättningar.

## Kyrkor
- Hagakyrkan

## Areal
Haga församling omfattade den 1 januari 1976 en areal av 0,4 kvadratkilometer, varav 0,4 kvadratkilometer land.